# Lista cimitirelor din București
Mai jos sunt enumerate cimitirele din București.
- Cimitirul Berceni
- Cimitirul Israelit (Cimitirul Filantropia)
- Cimitirul Progresul
- Cimitirul Tudor Vladimirescu
- Cimitirul Evanghelic Lutheran
- Cimitirele Bellu (se subîmparte în Bellu Catolic și Bellu Ortodox)
- Cimitirul de onoare Pro Patria din București
- Cimitirul Buna Vestire
- Cimitirul Ghencea Civil 1
- Cimitirul Ghencea Civil 2(Centura Domnesti)
- Cimitirul Ghencea Militar 1
- Cimitirul Ghencea Militar 2
- Cimitirul Sfintul Ilie
- Cimitirul Dudești
- Cimitirul Izvorul Nou[1]
- Cimitirul Reînvierea (fostul Pătrunjelul)
- Cimitirul Mărcuța
- Cimitirul Capra
- Cimitirul Armenesc
- Cimitirul Militari
- Cimitirul Calvin
- Cimitirul Sfânta Vineri
- Cimitirul Giulești
- Cimitirul Giulești Sârbi
- Cimitirele Străulești I și II
- Cimitirul Bucureștii-Noi
- Cimitirul Dămăroaia
- Cimitirul Herăstrău
- Cimitirul Herastrau 2
- Cimitirul Baneasa
- Cimitirul Caramidari de Jos
- Cimitirul Eternitatea
- Cimitirul Berceni 1
- Cimitirul Berceni 2
- Cimitirul Adormirea Maicii Domnului(particular)
- Cimitirul Ghica Tei
- Cimitirul Andronache
- Cimitirul Eroilor Turci[2]